# آلفردو دیناله
آلفردو دیناله (ایتالیایی: Alfredo Dinale; ۱۱ مارس ۱۹۰۰ – ۳ دسامبر ۱۹۷۶) دوچرخه‌سوار اهل ایتالیا بود.
وی در مسابقات کشوری و بین‌المللی در مجموع برندهٔ ۱ مدال طلا شده‌است.